# Summi Pontificis electio
Summi Pontificis electio е апостолическо писмо motu proprio на папа Йоан XXIII, от 5 септември 1962 г., с което се въвеждат някои нови правила за Конклава на кардиналите, призовани да изберат нов папа.

## Причини за издаване
След смъртта на Пий XII, избухва скандал, свързан с личния лекар на папата Галеаци-Лизи. Използвайки положението си, Галеаци-Лизи, тайно прави серия от снимки на умиращия папа. тези снимки и дневниците си Галеаци-Лизи продава за 6 млн.франка на френското списание „Пари мач“, а впоследствие срещу солиден хонорар ги издава и в книгата „Dans l'ombre et la lumiere de Pie XII“ (Париж, 1960). Тези публикации предизвикват възмущение в различни среди на италианското общество.
Когато папа Пий ХІІ умира, се оказва и че никой от кардиналите няма право да произнесе церемониалната фраза „Папата действително е мъртъв“, тъй като той умира, без да е назначил кардинал-камерлинг. Такъв съгласно тогава действащато каноническо право, може да избере само конклавът, а той може да бъде свикан само след като камерлингът потвърди смъртта на папата. получава се омагьосан кръг. Кардинал Йожен Тисеран, декан на Кардиналската колегия, нарушавайки правилата, поема задълженията на камерлинг и обявява Пий ХІІ за мъртъв. Тисеран открива и завещанието на папата. неговите действия предизвикват недоволството на кардинал Алфредо Отавиани, глава на Конгрегацията на Светата канцелария, претендиращ, както и Тисеран за папския престол, и смятащ, че деканът си е присвоил твърде големи правомощия. Тъй като разприте между Тисеран и Отавиани заплашват да всеят раздор в конклава, още преди неговото свикване, присъстващите в Рим кардинали се събират на малък „конклав“ и избират за кардинал-камерлинг Бенедикт Алоизи Мазела.
Новите разпоредби целят да гарантират в бъдеще, че подобни действия няма да се повторят.

## Основни разпоредби
1. По време и след смъртта на папата, е забранено да се снимат в папските покои всякакви фотографски снимки и киноленти. Онези, които искат да направят такива по документални причини трябва да изискат специално лично разрешение от кардинал-камерлинга. Ако такова разрешение бъде издадено, могат да се правят само снимки, които показват починалия папа, облечен в папските одежди.
2. По време на прехвърлянето на трупа в криптата на „Свети Петър“ за тържественото погребение и на самото погребение, могат да присъстват само кардиналите, кардиналът-протойерей на базиликата „Свети Петър“, личният секретар на покойния папа, някои каноници от Ватикана и роднините на папата.
3. Ако към момента на смъртта на папата, няма назначен кардинал-камерлинг, Колегията на кардиналите трябва в съответствие с нормите на църковното право да пристъпи към избора на камерлинг. До избирането му, неговите правомощия се упражняват от декана на Колегията на кардиналите.
4. До края на конклава частните покои на папата трябва да са заключени и не трябва да бъдат обитавани от никого.
5. В периода до избирането на нов папа архиереите на Апостолическата църква са под властта и юрисдикцията на кардинал-камерлинга.
6. Кардиналите, както и всички останали лица, участващи в конклава, полагат клетва за конфиденциалност и запазване на тайната на изборите. Разкриването на тайните на конклава се наказва с отлъчване от църквата „latae sententiae“.
7. Кардинали, които участват в конклава, могат да бъдат придружени от двама придружители – помощници. Болните кардинали, които се нуждаят от специални грижи, може с разрешение на кардинал-камерлинга да имат трима придружители.
8. В бъдеще, за избирането на папата чрез гласуване е необходимо мнозинство от две трети от гласовете на кардиналите. Само в случай, че броят на гласувалите кардинали не се дели на три, се изисква мнозинство от две трети плюс един глас.
9. Всички направени по време на конклав и изборните процеси частни писмени записи трябва да бъдат предадени в запечатан плик на кардинал-камерлинга. Тяхното съдържание може да се оповести само по волята на новоизбрания папа. Същите правила се отнасят и до официалните протоколи на Конклава.
10. Докато е жив папата, никой без негово знание и съгласие няма право да прави предложения за избирането на негов приемник, както и да води пропаганда за гласуване за определен кандидат или се споразумява за определена кандидатура или гласуване.